# Germán Castro Caycedo
Germán Castro Caycedo (Zipaquirá, Cundinamarca, 3 de marzo de 1940-Bogotá, 15 de julio de 2021) fue un periodista y cronista colombiano, reconocido por abordar temáticas que giraban en torno a la realidad colombiana, bajo los parámetros de la identidad cultural y sus fenómenos sociales y económicos. Trabajó en reconocidos medios como el periódico El Tiempo y la productora RTI Televisión y durante su trayectoria recibió varios galardones, entre ellos el Premio Nacional de Periodismo.

## Biografía
Castro Caycedo se graduó del Gimnasio Germán Peña. Después de estudiar antropología durante tres años en la Universidad Nacional de Colombia, trabajó en el periódico El Tiempo de 1967 a 1977 como columnista general.
En 1976 se vinculó a la productora RTI Televisión y dirigió durante 20 años el programa semanal Enviado Especial, dedicado al periodismo de denuncia. En esas dos décadas produjo 1018 episodios de media hora. El programa obtuvo 18 premios nacionales e internacionales de periodismo.
Castro Caycedo obtuvo el Premio Nacional de Periodismo y el Premio Mergenthaler, y su trabajo fue publicado en España, Francia, Grecia, Hungría, China y Japón.
Falleció a los 81 años en la ciudad de Bogotá el 15 de julio de 2021, a causa de un cáncer de páncreas.

## Publicaciones
- 1976 - Colombia amarga
- 1978 - Perdido en el Amazonas
- 1982 - Mi alma se la dejo al diablo
- 1985 - El Karina
- 1989 - El hueco
- 1989 - El cachaladrán amarillo
- 1991 - El hurakán
- 1994 - La bruja
- 1996 - En secreto
- 1996 - Alcaraván
- 1997 - La muerte de Giaccomo Turra
- 1998 - Hágase tu voluntad
- 1999 - Colombia X
- 2000 - Candelaria
- 2001 - Con las manos en alto
- 2003 - Sin tregua
- 2004 - Más allá de la noche
- 2005 - Que la muerte espere
- 2008 - El palacio sin máscara
- 2010 - Objetivo 4
- 2012 - Operación Pablo Escobar
- 2013 -  "La Tormenta"
- 2014 - Nuestra guerra ajena
- 2017 - Una verdad oscura
- 2019 - Huellas

Fuente: